# Attila Elek

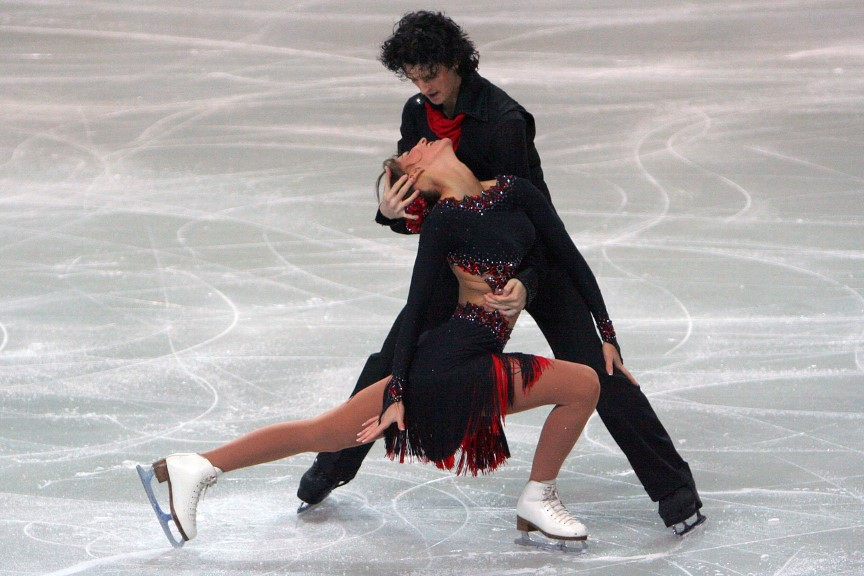
Nóra Hoffmann & Attila Elek (2007)

Attila Elek (Boedapest, 6 december 1982) is een Hongaarse kunstschaatser.
Elek was actief in het ijsdansen en zijn vaste sportpartner was Nóra Hoffmann en zij werden het laatst gecoacht door Sandor Nagy en Nikolai Morozov. Hoffmann en Elek schaatsen met elkaar van 1998 tot 2007. Aan de samenwerking kwam een eind nadat Elek zijn enkel brak. Op de WK voor junioren veroverden ze in 2003 en 2004 de zilveremedaille.
Eleks broer György Elek is eveneens een internationaal ijsdanser.

## Persoonlijke records
| Records                | punten | datum      | toernooi      |
| ---------------------- | ------ | ---------- | ------------- |
| Hoogste totaalscore    | 161.57 | 26-11-2006 | Cup of Russia |
| Hoogste verplichte kür | 30.72  | 25-01-2005 | EK            |
| Hoogste originele kür  | 50.83  | 25-01-2007 | EK            |
| Hoogste vrije kür      | 83.20  | 28-01-2005 | EK            |

## Belangrijke resultaten
| Kampioenschap           | 2000 | 2001 | 2002 | 2003   | 2004   | 2005 | 2006 | 2007 |
| ----------------------- | ---- | ---- | ---- | ------ | ------ | ---- | ---- | ---- |
| Olympische Spelen       |      |      |      |        |        |      | 17e  |      |
| Wereldkampioenschap     |      |      |      | 18e    | 18e    | 15e  | 18e  |      |
| Europees Kampioenschap  |      |      |      | 14e    | 11e    | 10e  | 12e  |      |
| Nationaal Kampioenschap |      |      |      | Goud   | Goud   | Goud | Goud | Goud |
| WK junioren             | 17e  | 9e   | 5e   | Zilver | Zilver |      |      |      |
| NK junioren             | Goud | Goud |      |        |        |      |      |      |